# 彩娟
鄭彩娟（：／ Jung Chae Yeon，1997年12月1日—），正名前曾被譯作鄭彩姸、鄭采妍，韓國女歌手、演員，2015年以韓國女子團體DIA成員身分出道，在隊內擔任Center、門面、副唱。2016年1月暫停參與DIA的活動，參加Mnet選秀節目《PRODUCE 101》，在最終集以票選第七名進入限定女團I.O.I，並以YMC娛樂旗下藝人進行為期一年的活動。2016年9月，出演首部電視劇《獨酒男女》。2018年2月，主演電影《Live Again, Love Again》。

## 經歷

### DIA活動生涯

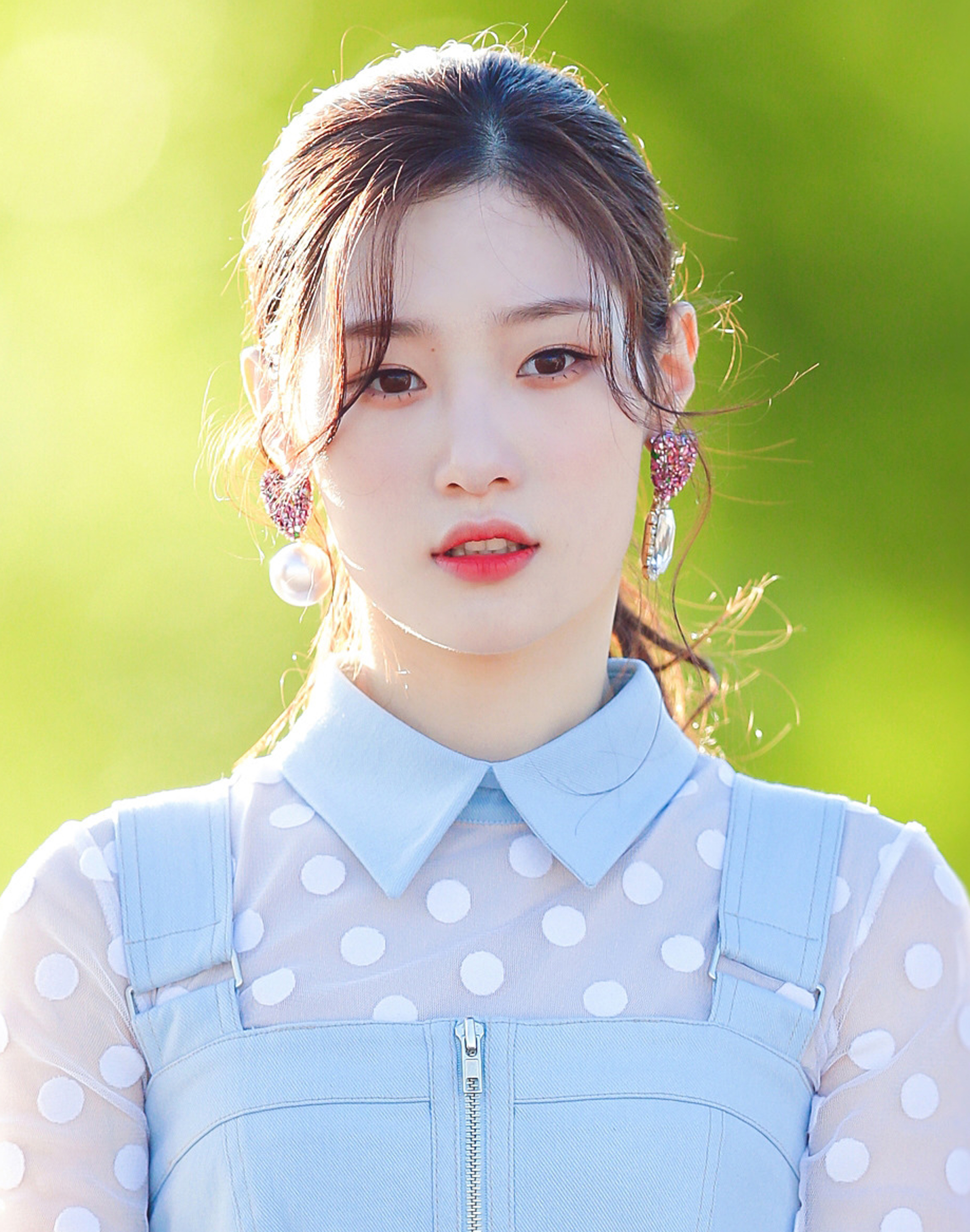
2017年6月10日 於漢江參與音樂活動的鄭彩娟

2015年9月14日，彩娟以MBK娛樂旗下女子團體DIA出道，發行首張專輯《Do It Amazing》，主打歌為〈Somehow （页面存档备份，存于）〉。
2016年5月，宣布不參與I.O.I小分隊活動，重新參與DIA回歸。6月14日，發行首張迷你專輯《Happy Ending》，主打歌為〈On The Road （页面存档备份，存于）〉。9月13日，發行第二張迷你專輯《SPELL》，主打歌為〈Mr.Potter （页面存档备份，存于）〉。12月24日、25日在首爾舉辦《第一次奇蹟》演唱會中，和Eunice、熙賢、豫彬組成A分隊BCHS，演唱自創曲〈You're the moon and earth （页面存档备份，存于）〉。演唱會結束後，12月29日正式發布數位音源。
2017年4月19日，第二張正規專輯《YOLO》發行，主打歌為〈Will you Go Out With Me （页面存档备份，存于）〉。8月22日，發行第三張迷你專輯《Love Generation》，主打歌為〈Can't stop （页面存档备份，存于）〉。10月12日，以第三張迷你專輯的Repackage《Present》回歸，而主打歌曲名為〈Good night （页面存档备份，存于）〉。
2018年8月9日，發行第四張迷你專輯《Summer Ade》，主打歌為〈WooWoo （页面存档备份，存于）〉。8月14日，DIA以〈WooWoo〉一曲於SBS《THE SHOW》贏得首個音樂節目第一位。
2019年3月19日，以第五張迷你專輯《NEWTRO》回歸，主打歌曲為〈WooWa （页面存档备份，存于）〉。
2022年9月15日，PocketDol Studio宣布DIA 與公司的專屬合約於同月17日到期，團體正式解散。

### 《PRODUCE 101》、I.O.I活動生涯
2015年12月，彩娟暫時中止DIA活動，參加了Mnet企劃的韓國第一個「經紀公司大型企劃女團」選秀節目《PRODUCE 101》。於分組評價時，彩娟擔任少女時代出道曲〈再次重逢的世界〉第二組表演中心，其結尾特寫畫面成為話題，被稱作「Ending妖精」。2016年4月1日，以直播投票第七名的成績，入選成為YMC娛樂旗下期間限定團體I.O.I成員。
2016年5月4日，I.O.I發行出道首張迷你專輯《Chrysalis》，主打歌為〈Dream Girls （页面存档备份，存于）〉。10月17日，發行第二張迷你專輯《Miss Me?》，主打歌為〈Very Very Very （页面存档备份，存于）〉，這是I.O.I最後一次完全體回歸。10月26日，彩娟於《Show Champion》獲得女團生涯首個音樂節目一位。
2017年1月17日，發行告別單曲〈DOWNPOUR （页面存档备份，存于）〉。1月20日至22日，在出道登台的地點首爾獎忠體育館舉辦「Time Slip」I.O.I告別演唱會。1月29日，I.O.I活動期結束，組合解散。

### 個人演藝生涯
2015年4月，彩娟在出道前曾出演T-ara成員ELSIE的出道單曲〈I'm Good （页面存档备份，存于）〉的MV。同年10月，首次參演網絡劇，於由T-ara成員主演的Naver TV Cast《甜蜜的誘惑》擔任配角。
2016年7月12日，為金希澈&金政模第二張迷你專輯《Goody Bag》主打歌〈Ulsanbawi （页面存档备份，存于）〉拍攝MV，擔任女主角。同月與Apink成員普美、南珠及EXID成員LE等共十一位歌手，組成夏日項目組合Summer 11，於7月20日發行企劃單曲〈我們的夜晚比你的白天還美麗 （页面存档备份，存于）〉。與Yezi（FIESTAR）合作演唱的SBS水木連續劇《Wanted》插曲〈Shadow （页面存档备份，存于）〉，亦於同日發行。
9月5日，出演首部電影劇tvN月火連續劇《獨酒男女》。於劇中飾演正在準備九級公務員考試的考生，有「鷺梁津核美貌」之稱的公務員考試考生，與河錫辰、朴河宣、孔明、SHINee成員Key等演員合作。
9月23日至12月27日，與白種元及SHINee成員溫流一同主持tvN綜藝節目《吃睡吃》，並參與演唱主題曲〈Together （页面存档备份，存于）〉。節目主題為在東南亞地區旅行並蒐集食譜，同時利用當地的食物為材料烹飪，並由主廚白種元介紹當地的料理特色。
12月29日，在KBS歌謠大祝祭與BTS成員柾國、TWICE成員志效等共十位同於1997年出生的偶像組合成員，帶來特別合作舞台〈I'm a Flying Butterfly （页面存档备份，存于）〉。
2017年2月1日，主演科幻網絡劇《109件奇怪的事》，該劇描述從未來穿越的智能機械人與人類一起生活，而延伸出社會問題的故事。3月2日至7月27日，與徐智慧、具在伊、李周妍、車貞媛合作擔任FashionN美妝節目《Follow Me 8》主持人。
7月19日，參演SBS特別劇《重逢的世界 (電視劇)》，飾演劇中女主角李沇熹的青年時期。7月24日，主演網絡劇《I Am》飾演女主角機械人艾妮。
11月6日，獲邀請於釜山為2018平昌冬季奧運會傳遞聖火。11月13日，與Davichi、白智榮、善美等逾二十位歌手合唱2018平昌冬季奧運會主題曲〈FLY DAY （页面存档备份，存于）〉。
2018年2月2日至3月2日，參與SBS綜藝節目《叢林的法則》智利巴塔哥尼亞篇。2月18日起，與SEVENTEEN成員珉奎、演員宋江共同擔任SBS《人氣歌謠》節目固定主持。
2月22日，首度參演電影，於《Live Again, Love Again（LALA）》擔任女主角。《LALA》敘述一名靈感枯竭的作曲家偶然間在網路上聽到一首歌，越洋飛到越南找尋歌曲主人的故事，彩娟於電影中一人分飾兩角。3月17日，與劉東根、張美姬、韓智慧、李尚禹等演員合作出演KBS週末連續劇《一起生活吧》。此劇講述講述手工鞋匠家四兄弟姊妹，在遇到大樓主人兼富者的繼母後發生的故事。
3月6日至4月4日，與女團OH MY GIRL共同主持以射箭為主題的全新真人實境綜藝節目《X10》。6月6日，为联合国儿童基金会（UNICEF）「손을 잡아주세요」活動公益宣传片 （页面存档备份，存于）配音。7月8日至9月30日，擔任tvN綜藝節目《喜劇大聯盟》主持人。
7月10日，與金聖喆合作主演KBS2音樂劇《To. Jenny》，飾演在惡劣環境下努力追求夢想的女主角權娜拉。於年末頒獎典禮，憑此角色獲得第31屆韓國畫梅獎最佳新人演技獎，及第16屆KBS演藝大賞Hot Issue綜藝人獎。
2019年4月18日，與金志洙、B1A4成員振永等演員合作，出演Netflix原創影集《因為初戀是第一次》第一及第二季，飾演女主角韓松伊。
7月11日至9月12日，與金光奎、神話成員ANDY、ERIC及李珉廷等主持MBC真人實境綜藝節目《塞維利亞的理髮師》。節目主軸以同名歌劇《塞維利亞的理髮師》為原型，是有關韓國專業理髮師與知名明星藝人，一同在西班牙塞維利亞的理髮店裏發生的東西方文化碰撞故事。
2020年1月27日，於MBC春季《偶像明星運動會》中，參與女子棒球開球項目。
2022年9月17日，與PocketDol Studio合約到期後不續約，同日亦宣布與BH娛樂簽訂專屬合約，往後將以演員身分展開活動。

## 音樂作品

### 合輯或單曲
| 發行年份 | 發行日期 | 歌曲名稱                                              | 合作歌手    | 專輯名稱                              | 備註                      |
| 2015     | 12月17日 | 〈PICK ME （页面存档备份，存于）〉                    | PRODUCE 101 | 《PRODUCE 101 - PICK ME》             | 《PRODUCE 101》節目主題曲 |
| 2016     | 3月19日  | 〈Yum-Yum （页面存档备份，存于）〉                    | 7 go up     | 《PRODUCE 101 - 35 Girls 5 Concepts》 | 《PRODUCE 101》任務歌曲   |
| 2016     | 7月20日  | 〈我們的夜晚比你的白天還美麗 （页面存档备份，存于）〉 | Summer 11   | 《Merry Summer》                      | 夏日特別企劃項目          |

### 電視原聲帶(OST)
| 發行年份 | 發行日期 | 歌曲名稱                             | 合作藝人                | 影視作品            | 備註                  |
| 2016     | 7月20日  | 〈Shadow （页面存档备份，存于）〉    | Yezi（FIESTAR）         | 電視劇《Wanted》    |                       |
| 2016     | 9月24日  | 〈Together （页面存档备份，存于）〉  | Basick、Janey、承希     | 綜藝節目《吃睡吃》  |                       |
| 2018     |          | 〈Your Song （页面存档备份，存于）〉 | 金圣喆                  | 電視劇《To. Jenny》 |                       |
| 2018     |          | 〈Will you Go Out With Me〉          | 再妮、順伊、恩彩（DIA） | 電視劇《To. Jenny》 | 劇中女團Cocoa的出道曲 |

### 廣告／宣傳歌曲
| 發行年份 | 發行日期 | 歌曲名稱                                                | 合作藝人       | 活動名稱                 |
| 2016     | 11月9日  |                                                         | 車永吉         | 2017大學能力測試應援歌   |
| 2017     | 11月13日 | 〈FLY DAY （页面存档备份，存于）〉                      | 逾20位歌手合唱 | 2018平昌冬季奥運会主題曲 |
| 2018     | 2月9日   | 〈매우매우아름답고환상적인나라 （页面存档备份，存于）〉 | 主恩（DIA）    | 遊戲Tales Runner         |

### 音樂錄影帶
| 發行年份 | 名稱                                            | 歌手                   | 備註   |
| 2015     | 〈I'm Good （页面存档备份，存于）〉             | ELSIE                  | 女主角 |
| 2016     | 〈Ulsanbawi （页面存档备份，存于）〉            | 金希澈&金政模          | 女主角 |
| 2016     | 〈Flower, Wind and You （页面存档备份，存于）〉 | 熙賢、昭彌、有情、請夏 | 女主角 |
| 2017     | 〈Super Super Lonely （页面存档备份，存于）〉   | DinDin                 | 女主角 |
| 2018     | 〈Senrenade （页面存档备份，存于）〉            | 全宇成                 | 女主角 |

## 戲劇作品

### 電影
| 年份 | 片名                              | 角色       | 性質 |
| ---- | --------------------------------- | ---------- | ---- |
| 2018 | 《Live Again, Love Again (LALA)》 | 允熙／閔圖 | 主演 |

### 電視劇
| 年份 | 電視台  | 劇名                     | 角色               | 性質 | 出現集數                    |
| ---- | ------- | ------------------------ | ------------------ | ---- | --------------------------- |
| 2016 | tvN     | 《獨酒男女》             | 鄭彩娟             | 配角 | 全集                        |
| 2017 | SBS     | 《再次重逢的世界》       | 鄭靜媛（青年時期） |      | Ep1、2、4、5、8、11、16、40 |
| 2018 | KBS     | 《一起生活吧》           | 李美蓮（青年時期） |      | EP1、4-10，44               |
| 2018 | KBS     | 《To. Jenny》            | 權娜拉             | 主演 | 全集                        |
| 2019 | Netflix | 《因為初戀是第一次》     | 韓松伊             | 主演 | 全集                        |
| 2021 | KBS     | 《戀慕》                 | 盧夏景             | 配角 | Ep9-20                      |
| 2022 | MBC     | 《金湯匙》               | 羅珠熙             | 主演 |                             |
| 2024 | JTBC    | 《偶然成為家人》         | 尹珠媛             | 主演 |                             |
| 2025 | JTBC    | 《夢想成為律師的律師們》 | 姜孝敏             | 主演 |                             |

### 網路或其他戲劇
| 年份 | 播出平台                    | 劇名                   | 角色       | 性質 | 備註             |
| ---- | --------------------------- | ---------------------- | ---------- | ---- | ---------------- |
| 2015 | Naver TV Cast               | 《甜蜜的誘惑》         |            | 配角 | 1、2、7、9、10集 |
| 2016 | DIA 第一次奇蹟演唱會        | 《Happy Ending》第一部 | 鄭彩妍     |      | 與崔雄           |
| 2017 | NAVER TV、V LIVE            | 《109件奇怪的事》      | 申奇媛     | 主演 | 與崔泰俊         |
| 2017 | NAVER TV、V LIVE            | 《I Am》               | 機器人艾妮 | 主演 | 全集             |
| 2017 | SBS 超級模特選拔大賽        | 《Wonderful Day》      | 鄭彩妍     | 主演 | 與車銀優         |
| 2018 | Naver TV、Youtube、Facebook | 《戀愛路邊攤》         |            | 客串 | EP5、8           |

### 紀錄片
| 年份 | 日期         | 電視台 | 劇名                | 角色 |
| ---- | ------------ | ------ | ------------------- | ---- |
| 2017 | 6月24、25日  | YTN    | 《夢想的管弦樂隊》  | 旁白 |
| 2017 | 11月23、24日 | EBS    | 《自由的學期-學校》 | 旁白 |

## 綜藝節目

### 個人固定出演
| 播出年份 | 播出日期                              | 電視台   | 節目名稱             | 備註                                      |
| 2016     | 1月22日－4月1日                       | Mnet     | 《PRODUCE 101》      | 參賽者；最終排名第七入選I.O.I             |
| 2016     | 9月23日－10月7日、 12月10日－12月27日 | tvN      | 《吃睡吃》           |                                           |
| 2017     | 3月2日－7月27日                       | FashionN | 《Follow Me 8》      |                                           |
| 2018     | 2月2日－3月2日                        | SBS      | 《叢林的法則》       | 智利巴塔哥尼亞篇，2月23日因冬季奧運會停播 |
| 2018     | 3月6日－4月4日                        | Kakao TV | 《X10》              | EP2, 3, 5 - 10                            |
| 2018     | 7月8日－9月30日                       | tvN      | 《喜劇大聯盟》       | 主持                                      |
| 2019     | 7月                                   | MBC      | 《塞維利亞的理髮師》 |                                           |

## 主持
| 播出年份 | 播出日期              | 舉辦單位                       | 節目名稱                          | 備註                              |
| 2016     | 6月23日               | Mnet                           | M! Countdown                      | 不適用                            |
| 2016     | 10月4日               | 釜山觀光公社                   | 釜山BOF KPOP CONCERT              | 不適用                            |
| 2016     | 12月31日              | SBS                            | SBS演技大賞                       | 不適用                            |
| 2017     | 5月19日               | KBS2                           | 音樂銀行                          | 全州 FIFA U20世界杯足球賽祈願公演 |
| 2017     | 10月27日              | KBS2                           | 音樂銀行                          | 與奇喜賢擔任特別MC                |
| 2018     | 2月18日－2019年2月3日 | SBS                            | 人氣歌謠                          | 與Seventeen玟奎、演員宋江一同主持 |
| 2018     | 4月7日                | VLive                          | UNB 出道 [BOYHOOD] VIDEO ART SHOW | 與DingDong擔任特別MC              |
| 2023     |                       |                                |                                   |                                   |
| 4月1日   | KBS                   | 韓國順天灣世界園藝博覽會開幕式 | 與尹施允擔任MC                    |                                   |

## 出席活動

### 個人簽售會
| 年份 | 日期     | 舉辦單位 | 活動名稱       | 地點           |
| 2018 | 11月24日 | Canmake  | 品牌個人簽售會 | 明洞Olive 總部 |

### 頒獎嘉賓
| 年份 | 日期     | 舉辦單位 | 活動名稱                    | 備注     |
| 2018 | 12月10日 | Mnet     | 2018 MAMA PREMIERE IN KOREA | 頒獎嘉賓 |

### 記者會
| 年份 | 日期    | 舉辦單位 | 活動名稱                 | 備注 |
| 2018 | 11月9日 | Netflix  | Netflix 新加坡品牌記者會 | 嘉賓 |

## 獎項榮譽

### 獎項
| 年份 | 名稱                | 獎項                      | 提名項目           | 角色               | 結果 |
| 2017 | 第2屆亞洲明星盛典   | 演員部門新人獎            | 不適用             | 不適用             | 獲獎 |
| 2017 | 韓國第一品牌大賞    | 女子演技偶像部門          | 不適用             | 不適用             | 獲獎 |
| 2017 | SBS演技大賞         | 新人獎                    | 《再次重逢的世界》 | 鄭靜媛（青年時期） | 提名 |
| 2018 | 品牌大賞            | 女子藝人廣告模特獎        | 不適用             | 不適用             | 獲獎 |
| 2018 | 第4屆首爾網絡電影節 | Rising Star獎             | 不適用             | 不適用             | 獲獎 |
| 2018 | 第31屆畫梅獎        | 最佳新人演技獎            | 《To. Jenny》      | 權娜拉             | 獲獎 |
| 2018 | 第16屆KBS演藝大賞   | Hot Issue綜藝人獎         | 《To. Jenny》      | 權娜拉             | 獲獎 |
| 2021 | KBS演技大賞         | 女子新人獎                | 《戀慕》           | 盧夏景             | 提名 |
| 2022 | MBC演技大獎         | 迷你劇部門 女子優秀演技獎 | 《金湯匙》         | 羅珠熙             | 提名 |
| 2022 | MBC演技大獎         | 最佳情侶獎（與陸星材）    | 《金湯匙》         | 羅珠熙             | 提名 |

### 個人榮譽
| 年度 | 獎項                         | 名次  |
| 2016 | Produce101練習生選出最強外貌 | 第2名 |

## 外部連結
- 彩娟的Instagram帳戶